# 'Abdu'l-Bahá
‘Abdu’l–Bahá (23. května 1844 – 28. listopadu 1921) je jméno nejstaršího syna Bahá'u'lláha. ‘Abdu’l-Bahá byl po Bahá’u’lláhově skonu hlavou Bahá’í věřících a zasloužil se o rozšíření Bahá’í víry do Evropy a Severní Ameriky.